# Československý fandom
Československý fandom bylo hnutí příznivců (fanoušků) sci-fi literatury a filmu, z něhož se vytvořila společenská organizace sdružující mnohé SF kluby v Československu.

## Výzva fanům
Krátce před svou smrtí napsal Ludvík Souček v Literárním měsíčníku výzvu k příznivcům SF literatury k jejich sdružování. Jiný ze spisovatelů Jaroslav Veis tuto výzvu zopakoval v tehdy populárním, masové čteném časopise Mladý svět a krátce poté začaly v Československu vznikat SF kluby. Prvenství si připisuje pražský Klub Julese Vernea, který existoval v letech 1969-1970, dlouho po jeho zániku vznikl v roce 1979 SFK Villoidus na Matematicko-fyzikální fakultě Univerzity Karlovy, pak přibývaly (a časem některé zanikaly) další.

## Srazy příznivců
V roce 1982 se uskutečnilo v Pardubicích první celostátní setkání příznivců sci-fi: Parcon. Hlavním organizátorem byl Pavel Poláček, tamní vysokoškolák, který našel pomoc u Pardubického kulturního střediska a SFK Salamandr. Na Parconu byly založeny literární Cena Karla Čapka, panelové diskuse, promítání filmů, přednášky hostů. Hnutí rychle sílilo, přibývalo nových spisovatelů tohoto žánru a kluby přibývaly. Byla udělována cena Mlok za zásluhy a později vznikla i Cena Ludvík.
Řada klubů vydávala své fanziny pod patronací různých svazáckých a kulturních organizací, po revoluci i samostatně. Několik z nich vytvořilo i knižní nakladatelství. Vzrostl i počet srazů, conů, organizovaných jednotlivými kluby. Fandom pořádá pravidelné jarní a podzimní porady. Předsedou organizace je Zdeněk Rampas z Prahy. Od roku 1984 vydává časopis / fanzin o fandomu s názvem Interkom.

## První kluby
Před rokem 1989 v Československu vznikly tyto kluby

### Česká republika
- Klub Julese Vernea (Praha, 1969-1970, obnoven 1984)
- SFK Villodus Praha (Praha, 1979)[2]
- SFK Teplice (1980-???)
- SFK Salamandr (Pardubice, 1981)
- SFK NYX (Brno, 1983)
- SFK Třesk (Třebíč, 1984)
- AF167 (Brno, 1984)
- Trifid (Liberec, 1984)
- Aldebaran (Brno, 1984-1988)
- SFK Kassandra (Praha, Neratovice, 1987-1995)
- SOUtan (Brno, 1988-1989)
- SFK Spectra (Praha, 1983-1989)
- SFK ADA /původně Nostromo/ (Praha, 1984-1989)
- KLF Ostrava (1982 - doposud)

### Slovensko
- SFK Castor (Spišská Nová Ves, 1984)
- Klub priateľov vedy, prognostiky a vedeckej fantastiky, KPVPVF Banská Bystrica, 1985

Výčet není úplný.

## Porevoluční vývoj
- V roce 1995 byla z iniciativy organizace vytvořena Akademie Science Fiction, Fantasy a Hororu.
- V roce 1995 vznikl CZ Kontinuum Star Trek fan klub[3]